# Semiothisa atomaria
Semiothisa atomaria là một loài bướm đêm trong họ Geometridae.